# 圣卢-泰里耶
圣卢-泰里耶（法語：Saint-Loup-Terrier，法語發音：[sɛ̃ lu tɛʁje]）是法国阿登省的一个市镇，属于武济耶区。
该市镇于1828年由原市镇圣卢欧布瓦（Saint-Loup-aux-Bois）和泰里耶（Terrier）合并而成。

## 地理
圣卢-泰里耶（49°34'34"N, 4°36'57"E）面积15.3 平方千米，位于法国大東部大區阿登省，该省份为法国北部内陆省份，西接埃纳省，南至马恩省，东临默兹省，北与比利时接壤。
与圣卢-泰里耶接壤的市镇（或旧市镇、城区）包括：巴隆、布韦勒蒙、谢努瓦-欧邦库尔、埃科尔达勒、甘库尔、容瓦勒、马泽尔尼、图尔特龙。

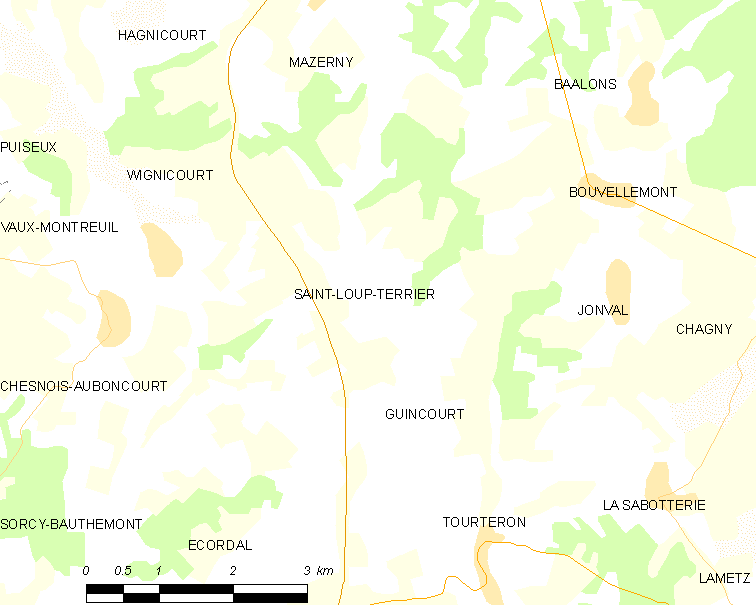
圣卢-泰里耶的OSM定位图

圣卢-泰里耶的时区为UTC+01:00、UTC+02:00（夏令时）。

## 行政
圣卢-泰里耶的邮政编码为08130，INSEE市镇编码为08387。

## 政治
圣卢-泰里耶所属的省级选区为阿蒂尼县。

## 人口

1962-2008年间圣卢-泰里耶人口变化图示

圣卢-泰里耶于2022年1月1日时的人口数量为179人。